# دریاچه خالاکتیرسکویه
دریاچه خالاکتیرسکویه (انگلیسی: Khalaktyrskoye Lake) یک دریاچه در سرزمین کامچاتکای کشور روسیه است.